# مارك إليس (لاعب كرة قدم بريطاني)
مارك إليس (بالإنجليزية: Mark Ellis) (30 سبتمبر 1988 في المملكة المتحدة - ) هو لاعب كرة قدم بريطاني في مركز الدفاع. لعب مع بولتون واندررز وشروزبري تاون وفوريست غرين ونادي توركي يونايتد ونادي كارلايل يونايتد ونادي كرو ألكساندرا.

## وصلات خارجية
- مارك إليس على موقع Soccerbase.com (لاعب) (الإنجليزية)